# Syndrome MERRF
 Mise en garde médicale
Le syndrome MERRF, de l'anglais : Myoclonic Epilepsy with Ragged Red Fibers, est une maladie mitochondriale.
C'est une épilepsie myoclonique associée à la myopathie des fibres rouges en haillons.
Le syndrome se déclare durant l'enfance et perdure de nombreuses années.

## Épidémiologie
- Prévalence
- Incidence
- Évolution de ces facteurs, corrélation avec la démographie, le mode de vie, les facteurs de risque
- Facteurs de risque

## Diagnostic
- symptômes principaux : épilepsie, ataxie, myopathie, fibres rouges en haillons.
- autres symptômes : démence, surdité, dégénérescence des nerfs spinaux.

### Examens complémentaires
Les fibres rouges en haillons :
chez les patients atteint du syndrome, on observe des agrégats de grande taille de mitochondries anormales qui s'accumulent essentiellement dans les cellules musculaires.
Les mutations principales sont :
- MTTK*MERRF8344G
- MTTK*MERRF8356G

## Prise en charge
- Traitement médicamenteux
- Traitement physique (kinésithérapie, rééducation, etc.)
- Prise en charge sociale, psychologique, groupes de malades (s'il y a lieu).

## Évolution et complications
- Expliquer les éventuelles complications et leur causes.
- Évolution de la maladie sans traitement
- Évolution sous traitement